# اعلام النبوه
اَعلامُ النُّبُوَّة کتابی از ابوحاتم رازی است.
این کتاب در مورد اثبات نبوت انبیاء با دلائل عقلانی است و در آن نظریاتی در مورد وحدت ادیان الهی در اصل و منشأ پیدایش خود، حتی ادیانی که نام انبیاء آن‌ها در قرآن ذکر نشده‌است مانند برخی ادیان ایران، مثل حنظلة بن نون (پیامبر مقتول ایرانی) آمده‌است و در آن این نظریه مطرح شده که حکمت و تمامی دانش و کشفیات حکمای باستان، حتی یونانی و هندی و ایرانی، از آموزش انبیای الهی به آن‌ها بوده‌است.
أعلام النبوّة
نویسندهٔ این کتاب زکریای رازی نیست بلکه شرح مجادله یا نزاع قلمی ابوحاتم رازی با زکریا است و انتظار معلوم غلبهٔ اوست بر زکریا. 
نظیر چنین غلبه‌هایی را در نزاع‌های قلمی یا متون احتجاجی پیش و پس از اسلام در ایران می‌بینیم: «الاحتجاج» از «شیخ طبرسی»، بخش‌هائی از «عیون اخبار الرضا» از «شیخ صدوق»، «کسر اصنام/الاصنام الجاهلیة» از «ملا صدرا»، «شکند گمانیک ویچار» از «مردان فرخ پسر اورمزدداد»، «گجسته ابالیش»، بخش‌هایی از کتاب سوم «دینکرد» و...
در تمامی این نوشته‌ها، محتوای اصلی درست بودن «دال مرکزی» اندیشهٔ نویسنده و مقدس بودن آن و باطل دانستن اندیشهٔ مخالف است و سراسر با الگوهای کلامی در بیان ادله مواجه هستیم. این کثرت بهره‌گیری از فنون علم کلام در متون پهلوی و عربی ایران نشان از گستردگی این دانش در این سرزمین دارد.